# 鸚黃赫蕉
鸚黃赫蕉（Heliconia psittacorum）是一種在南美洲北部及加勒比海地區生長的多年生赫蕉屬植物。色橙黃，葉窄長，就像鸚鵡的喙，因而得名，常被種植作觀賞用。

## 外部連結
- PLANTS Profile for Heliconia Psittacorum (Parakeet Flower) USDA Plants（页面存档备份，存于）
- Heliconia psittacorum information from NPGS/GRIN